# Betty Eadie
Betty (Jean) Eadie (sinh năm 1942) là một tác giả người Mỹ chuyên viết về trải nghiệm cận tử (TNCT). Tác phẩm nổi tiếng nhất của bà là cuốn sách bán chạy hàng đầu của New York Times có tựa đề Embraced by the Light (Trở về từ cửa tử, 1992), mô tả trải nghiệm cận tử của chính mình. Kế tiếp là cuốn The Awakening Heart (Trái tim thức tỉnh, 1996), cũng là một tác phẩm bán chạy nhất. Hai cuốn tiếp theo là The Ripple Effect (Hiệu ứng lan tỏa, 1999) và Embraced by the Light: Prayers and Devotions for Daily Living (Trở về từ cửa tử: Cầu nguyện và tín mộ cho cuộc sống đời thường, 2001) đều được xuất bản độc lập.

## Thân thế và sự nghiệp
Eadie chào đời tại Valentine, Nebraska, có mẹ là “người da đỏ Sioux bản địa” và cha là người Scotland gốc Ireland, và chủ yếu được nuôi nấng tại Khu bảo tồn người da đỏ Rosebud ở Nam Dakota. Khi Eadie được bốn tuổi, cha mẹ ly thân và bà được đưa vào Trường Da đỏ St. Francis, một trường nội trú của người Mỹ da đỏ, cùng với sáu anh chị em khác. Hồi còn học trung học, bà bỏ học vì bận chăm sóc cô em út.  Về sau bà tiếp tục việc học để nhận bằng tốt nghiệp khi nghỉ ngơi trên giường trong lần mang thai cuối, và sau cùng theo đuổi tấm bằng đại học. Bà nhiều lần lui tới các nhà thờ liên kết với Công giáo, Giám lý, và khoảng thời gian đi lễ Giáo hội LDS ở Seattle, dù trong nhiều cuộc trò chuyện công khai sau này mà bà cho biết mình là người không theo bất kỳ giáo phái nào cả.
Từ sau TNCT, Betty bắt đầu tình nguyện dành thời gian của mình tại một trung tâm nghiên cứu ung thư để an ủi những bệnh nhân sắp chết và gia đình của họ. Rồi bà theo học thôi miên trị liệu, tốt nghiệp đứng đầu lớp và về sau ra mở phòng khám riêng. Sau khi cuốn Embraced by the Light was được xuất bản, Eadie từ bỏ phương pháp thôi miên trị liệu và bắt đầu đi du lịch khắp nước Mỹ, Canada, Anh và Ireland, thảo luận về cái chết và thế giới bên kia. Sau bốn thập kỷ nghiên cứu TNCT, Eadie tiếp tục thu thập và đánh giá những tài liệu cận tử, cũng như diễn thuyết và giảng dạy về chủ đề này.

## Trải nghiệm cận tử
Trong TNCT của chính mình, Eadie kể lại nhiều hiện tượng tương tự như những tường thuật TNCT khác, chẳng hạn như đi xuyên qua một đường hầm tối đen, nhìn thấy luồng ánh sáng rực rỡ và trải nghiệm hồi tưởng cuộc đời, cũng như những đặc điểm khác chỉ có trong câu chuyện của bà. Năm 1973, ở tuổi 31, Eadie đang hồi phục sau một ca phẫu thuật. Eadie kể lại rằng đầu tiên bà cảm thấy bản thân lịm dần đến vô hồn, sau đó cảm thấy năng lượng trào dâng, tiếp theo là tiếng "bật" và cảm giác được giải phóng, nhận thấy sự tự do và di chuyển không bị quán tính hoặc trọng lực cản trở. Bà bắt gặp ba vị thiên thần, họ nói cho bà biết về sự tồn tại trước đây và cho đến nay ký ức của bà bị che khuất để tham gia vào trải nghiệm cõi trần. Bà đi đến các địa điểm trên Trái Đất chẳng hạn như ngôi nhà của mình chỉ bằng cách nghĩ về nó, quay trở lại bệnh viện rồi đi qua một dạng lối đi giống như đường hầm tối đen như mực, mà bà cảm nhận được những sinh vật khác đang trong giai đoạn trung chuyển tạm thời hay còn gọi là cõi trung giới hoặc thân trung ấm.
Vừa ra khỏi đường hầm, Eadie bèn lại gần một luồng sáng trắng rực rỡ không gây chói mắt như ánh sáng Mặt Trời và ngay trên cõi trời được Chúa Giêsu Kitô ôm vào lòng. Vào lúc này, bà kể lại một cảm giác mãnh liệt về tình yêu thương và tốc độ trao đổi câu trả lời trước nhiều câu hỏi của mình. Sở hữu một danh tính thực tế thuộc loại thanh tao, Eadie lần lượt viếng thăm nhiều địa điểm, con người và hiện tượng như khung cảnh thiên nhiên và khu vườn nằm ngoài đặc tính mang chất liệu thông thường như trên cõi trần, và được dịp tham quan các loại trải nghiệm học tập mà bà cảm nhận nó tương đương với hàng tuần hoặc nhiều tháng liền.
Ngoài việc thảo luận về các chủ đề truyền thống của Kitô giáo như lời cầu nguyện, sáng thế luận và Vườn Địa đàng, Eadie cho biết mình có đến thăm một dạng thư viện của tâm trí. Tại đây, người ta có thể biết bất cứ điều gì hoặc bất kỳ ai trong lịch sử hay hiện tại, trong từng giờ từng phút với chi tiết rõ ràng, cũng như có thể quan sát các cá nhân trên Trái Đất và được đưa đến những vùng đất lạ lẫm, xứ sở xa xôi và các nền văn minh ngoài hành tinh trong vũ trụ.
Ban đầu bà được cảnh báo khi đến đây rằng chưa đến lúc chết, cuối cùng Eadie buộc phải trở về để hoàn thành sứ mệnh cá nhân được giao phó. Đặc điểm cụ thể theo thứ tự, giống như nhiều chi tiết khác, đều bị xóa khỏi trí nhớ của Eadie, vì bà được những linh thể cấp cao chỉ bảo là việc này nhằm ngăn chặn những khó khăn trong quá trình hoàn thành sứ mệnh. Sau khi ra sức phản đối, linh thể này đề nghị Eadie phải hiểu lý do đằng sau sự cần thiết phải trở lại trần thế và bà đành miễn cưỡng đồng ý. Chính xác có một lời hứa cho biết bà sẽ không bị bắt ở lại Trái Đất lâu hơn mức cần thiết. Eadie mô tả cảnh tượng mình trở lại trạng thái vật chất là cảm giác cực kỳ nặng nề và khó chịu, qua từng giai đoạn một, và ít lâu sau là một cuộc viếng thăm của những thực thể mà bà gọi là ma quỷ bị gián đoạn trước sự hiện diện trở lại của một vị thiên thần nhằm trấn an nỗi sợ hãi cực độ của bà.
Theo lời kể trong lần trải nghiệm này, bác sĩ của Eadie đã xác minh cái chết lâm sàng của bà trong một lần trở lại bệnh viện, cho rằng đó là do xuất huyết trong quá trình thay đổi ca của nhóm y tá và rất quan tâm đến những hồi ức này. Rất khó xác minh độc lập về khoảng thời gian Eadie qua đời, nhưng bà suy đoán nó có thể kéo dài tới 4 giờ dựa trên trí nhớ của bà về một số chi tiết trước và sau đó.
Bênh cạnh đó, không giống như một số trải nghiệm cận tử từ những người khác, Eadie tuyên bố rằng luân hồi, như người ta thường nghĩ, không thực sự tồn tại. Eadie cho biết bà được dạy bảo là chỉ có một số ít linh hồn mới trở lại Trái Đất này nhiều hơn một lần, riêng một số linh hồn được gửi trở lại làm người hướng dẫn nhằm giúp đỡ những người khác.
Sau trải nghiệm của mình, Eadie rất ít nhắc lại chuyện này và bị trầm cảm kéo dài. Bà cho rằng điều này là do còn bỡ ngỡ từ lúc trở về thể xác sau khi trải qua đời sống trên thiên đường của thế giới bên kia. Bà dần dần tham gia vào các nhóm nghiên cứu cận tử và trò chuyện, rồi về sau tiếp tục viết câu chuyện của mình thành sách và đã gặt hái được nhiều thành công. Thông qua TNCT này mà Eadie còn nhấn mạnh rằng bài học quan trọng của cuộc đời một con người chính là học cách yêu thương và trưởng thành thông qua việc rèn luyện ý chí tự do, bao gồm cả việc phạm sai lầm. Những lời dạy bảo khác mà bà kể lại bao gồm ý tưởng cho rằng có rất ít dù cho bất kỳ tai nạn thực sự nào xảy ra và đời sống và con đường của một người đều được lựa chọn, đồng ý và chuẩn bị ngay từ trước khi đầu thai, và do ký ức về những chi tiết đó đều bị xóa bỏ và che đậy. Eadie cho biết việc tự tử là sai vì nó tước đi cơ hội học hỏi và trưởng thành của con người, và luôn nuôi dưỡng niềm hy vọng trong cuộc sống dù có gặp phải khó khăn cỡ nào đi chăng nữa.

## Phần tiếp theo
The Awakening Heart là tác phẩm thứ hai của Eadie và cũng trở thành Sách bán chạy nhất của NYT, nội dung mô tả những thách thức và trải nghiệm của bà sau khi kinh qua TNCT trong thời gian cuốn Embraced By The Light được xuất bản, cũng như cung cấp thêm thông tin chi tiết về TNCT của tác giả mà không có trong cuốn đầu tiên. The Ripple Effect bám sát những vấn đề này hơn nữa, kết hợp thảo luận về rất nhiều lá thư mà Eadie bắt đầu tiếp nhận trả lời từ phía độc giả, cũng như thảo luận về các liên hệ TNCT khác mà bà phát triển sau này. Eadie còn tự thành lập Nhà xuất bản của riêng mình mang tên Onjinjinkta Publishing, nhờ đó bà cho xuất bản cuốn tiếp theo có nhan đề Embraced By The Light Prayers and Devotions for Daily Living, cũng như nhiều tác phẩm của các tác giả khác.

## Đời tư
Chồng bà tên Joe làm việc trong lĩnh vực máy tính hàng không vũ trụ và qua đời vào năm 2011. Họ có với nhau 8 người con và tính đến năm 2011 là 15 cháu nội và 7 chắt.